# Khatam al-Anbiya
Khatam al-Anbiya, ou aussi Quartier général de la construction de Khatam al-Anbiya (persan : قرارگاه سازندگی خاتم‌الانبیا ; littéralement, « Sceau des prophètes ») est une société d'ingénierie iranienne contrôlée par le Corps des gardiens de la révolution iraniens (IRGC). L'entreprise, également connue sous le nom de GHORB, est la principale branche d'ingénierie de l'IRGC et l'un des plus grands entrepreneurs iraniens dans les projets industriels et de développement. Khatam al-Anbiya a été créée au cours de la guerre Iran-Irak de 1980-1988 pour aider à reconstruire le pays et s'est diversifiée au fil des ans en entreprises s'occupant de génie mécanique, d'énergie, d'exploitation minière et de défense. 
L'entreprise et certaines de ses filiales sont concernées par les sanctions de l'ONU,. 

## Fondation
Après la guerre Iran-Irak (1980-1988), le gouvernement iranien a encouragé le CGRI à renforcer son budget grâce à des activités économiques. Pour ce faire, l'IRGC a mis en place un quartier général de l'autosuffisance et un quartier général de la reconstruction. En 1990, QG de la reconstruction est devenu gharargah sazandegi khatam alanbia, abrégé en Ghorb. Avec le temps, l'entreprise est devenue « l'un des plus grands entrepreneurs iraniens dans les projets industriels et de développement, et est aujourd'hui considérée comme le principal bras d'ingénierie du CGRI ». 

## Activités commerciales
Khatam al-Anbia est une société holding géante avec le contrôle de plus de 812 sociétés enregistrées à l'intérieur ou à l'extérieur de l'Iran et (en 2012) bénéficiaire de 1 700 contrats gouvernementaux. Il aurait un effectif de 25 000 ingénieurs et employés. Dix pour cent des employés sont membres du CGRI tandis que les autres sont des entrepreneurs. Selon le site Web de l'entreprise, la société a remporté des contrats dans divers domaines de la construction « notamment les barrages ; les systèmes de dérivation de l'eau ; les autoroutes ; les tunnels ; les bâtiments ; les structures lourdes ; les fermes tridimensionnelles ; la construction en mer ; les systèmes d'approvisionnement en eau ; et l'eau, gazoducs et oléoducs principaux ». 
Sepasad et Hara sont deux des filiales les plus importantes de Khatam ; le premier construit actuellement la ligne sept du métro de Téhéran, tandis que le second dirige la construction de tunnels et les travaux d'excavation dans tout le pays. 
Le 25 avril 2009, un consortium contrôlé par Khatam a acquis une participation majoritaire de 51,18 % dans le géant naval-industriel iranien SADRA. 

### South Pars
En tant que membre du CGRI, Khatam al-Anbiya est intimement lié à l'industrie pétrolière et gazière iranienne. La société a remporté plusieurs phases du champ gazier de South Pars . En mai 2010, le gouvernement iranien a accordé à Khatam le droit de développer les phases 13, 14, 22, 23 et 24 de South Pars. Le 30 avril 2011, le ministère iranien du Pétrole a attribué deux contrats sans appel d'offres à Khatam pour développer les gisements de gaz de Halgan et Sefid Baghoon à South Pars.

### Activités à l'étranger
En mai 2011, le journal allemand Die Welt  a rapporté que l'Iran construisait des rampes de lancement de missiles à portée intermédiaire pour ses alliés vénézuéliens sur la péninsule de Paraguaná au Venezuela. Khatam al-Anbia contribuerait activement au projet.

## Embargos

### États-Unis
Le 25 octobre 2007, l'Office of Foreign Assets Control (OFAC) du département du Trésor américain a ajouté Khatam à la liste nationale spécialement désignée (SDN). Conformément à l'ordonnance 13382, qui vise les proliférateurs d'armes de destruction massive et leurs vecteurs, cette action gèle les actifs de la société sous juridiction américaine et interdit les transactions avec les parties américaines. 

### Union européenne
Le 24 juin 2008, l'Union européenne a inscrit Khatam comme une entité liée aux activités nucléaires sensibles à la prolifération de l'Iran ou au développement par l'Iran de systèmes de livraison d'armes nucléaires. À quelques exceptions près, les États membres de l'UE sont tenus de geler tous les fonds et ressources économiques détenus, détenus ou contrôlés par le Khatam, et doivent veiller à ce qu'aucun fonds ou ressource économique ne soit mis à la disposition ou pour la société cotée,. 

### Les Nations Unies
La résolution 1929 du Conseil de sécurité des Nations unies, adoptée le 9 juin 2010, cible Khatam comme une entité «contrôlée ou agissant au nom du Corps des gardiens de la révolution islamique»,.